# Elisa Serna
Elisa Serna (Madrid, 7 de març de 1943 - Collado Villalba, Madrid, 4 de setembre de 2018) fou una cantautora espanyola, membre de l'avantguarda de la cançó social a l'Estat en la dècada de 1970.

## Biografia
Va iniciar la seva trajectòria artística integrant-se en el col·lectiu Canción del Pueblo, en el seu Madrid natal, al costat de cantautors com Hilario Camacho. El 1970, per mitjà de la seva amistat amb Las Madres del Cordero, es va incorporar al grup de teatre independent Tábano, en ocasió de les representacions de Castañuela 70 al teatre de la Comedia de Madrid. Aquell mateix any es va instal·lar a París, on va rebre influències de la música folklòrica d'àmbits tan diferents com el Magrib, Turquia o l'Índia. El seu primer LP, Quejío, es va editar el 1972, amb producció de Paco Ibáñez, que l'havia sentit cantar al cafè parisenc de La Contrescarpe.
De retorn a Espanya, el 1973, va ser detinguda per subversió i, a la sortida de la presó, es va trobar amb la prohibició d'oferir concerts i recitals. El seu primer àlbum no es va poder publicar al mercat espanyol fins dos anys després, sota el títol Este tiempo ha de acabar i les cançons "Esta gente qué querrá" i "Los reyes de la baraja" es van censurar.
Exponent fonamental, per tant, del que es va anomenar cançó protesta, ha treballat al costat de Lluís Llach, José Antonio Labordeta o Teresa Rebull i va crear el projecte Afrodita, destinat a facilitar la producció discogràfica a les dones.

## Discografia
- Cuatro poemas de Miguel Hernández, Antonio Machado, Jesús L. Pacheco según Elisa Serna (1969). EP
- La luciérnaga (1969). EP
- No quiso ser (1970). Senzill
- Quejío (1972)
- Este tiempo ha de acabar (1974)
- Brasa viva (1975)
- ¡Choca la mano! (1977)
- Regreso a la semilla (1978)
- Alkimia (1992)